# Pasul Merișor
Pasul Merișor (întâlnit uneori și sub denumirea de Pasul Merișorului) sau Pasul Bănița este o trecătoare situată în Carpații Meridionali la altitudinea de 759 m, ce face legătura între depresiunile Hațeg și Petroșani. Este traversat de DN66 și este situat pe teritoriul comunei Bănița. Prin intermediul unor tunele, pasul este traversat și de calea ferată dintre Hațeg și Petroșani.

## Date geografice
Trecătoarea este situată între marginea de nord-est a Munților Retezat și cea de sud-ves a Munșilor Șureanu pe cumpăna apelor dintre bazinele Jiului și Streiului, respectiv între văile Crivadiei – care coboară la nord-vest spre Depresiunea Hațeg și cea a Băniței, care coboară la sud-est spre Depresiunea Petroșani. În sens transversal, reprezintă înșeuarea nordică a sectorului de cale de comunicație care străbate Carpații Meridionali prin Pasul Lainici.
Pasul este localizat între vârfurile Piatra Tătarului (aflat la sud vest) și Piatra Jiodii (1075 m) și Vârful Dealului (842 m) situate la nord-est, respectiv între localitățile Merișor (aflat la vest) și Satul Bănița (aflat la sud est), din Comuna Bănița, județul Hunedoara.
Trecătoarea se găsește în raport funcțional de vecinătate, cu următoarele pasuri:
- Groapa Seacă – spre est-sud-est[9]
- Lainici – spre sud[9]
- Jiu-Cerna – spre sud-vest[10]
- Pasul Poarta de Fier a Transilvaniei – spre vest-nord-vest[11]

## Elemente de geologie
Aspectul trecătorii, formată în sedimente pliocene, este de chei, mecanismul formării sale fiind reprezentat de cel de captare. Astfel, Pasul Merișor reprezintă un vechi loc de drenaj al Jiului și al Depresiunii Petroșani spre depresiunea Hațeg, din miocen-pliocen. Mai târziu în romanianul superior, ca urmare a coborârilor din zona Târgu Jiu și a înălțării depresiunilor Petroșani și Hațeg, a avut loc un proces de captare. În acest sens, aluviunile existente în trecătoare sunt de origine străină și foarte remaniate. Ele provin din Munții Vâlcan și Parâng, se află într-un evident contrast cu rocile din ținutul înconjurător (având un alt faces), iar existența lor reprezintă un argument pentru existența anterioară a unui curs  pliocen al Jiului de la sud spre nord, procesul de captare și de formarea al defileului având loc ulterior.

## Repere istorice
Datorită faptului că prin intermediul traseului care trece prin Pasului Merișor este asigurată una din rarele legături dintre Transilvania și Oltenia, acesta are o valoare strategică. Astfel pe Dealul Bolii (numit și Piatra Cetății), care domină trecătoarea, se află urmele cetății dacice de la Bănița, construită pentru a supraveghea accesul atât prin acest pas cât și prin Pasul Vâlcan. În acest context, Pasul Merișor s-a aflat pe unul dintre traseele pe care au înaintat trupele romane în cel de-Al Doilea Război Daco-Roman (105-106), venind dinspre Defileul Jiului și Depresiunea Petroșani.
De asemenea, în Primul și Al Doilea Război Mondial, trecătoarea a fost parte din teatrul unor operațiuni militare importante .
În luna octombrie 2018 a fost inaugurat în pas un monument, ridicat în amintirea luptelor duse acolo de către soldații români în timpul Primului Război Mondial.

## Repere turistice
Este învecinat cu următoarele obiective turistice:
| - Cheile Băniței - Cetatea dacică de la Bănița - Parcul Natural Grădiștea Muncelului - Cioclovina | - Cheile Crivadiei - Turnul medieval de la Crivadia - Rezervația Naturală Peștera Bolii |